# Big Yard
Big Yard es una localidad de Trinidad y Tobago, que forma parte de la región de Diego Martín.

## Geografía
La localidad abarca parte de la isla Trinidad y limita al norte con La Horquette, al sur con el golfo de Paria, al este con Point Cumana y al oeste con L'Anse Mitan.

## Demografía
Datos demográficos de la localidad de Big Yard:
| Gráfica de evolución demográfica de Big Yard entre 2000 y 2011 |
|                                                                |